# EIDD-036
EIDD-036（或称为EPRX-036，孕酮-20-肟，缩写P4-20-O，20-(羟肟基)孕甾-4-烯-3-酮）是一种含氮有机化合物，化学式C
21H
31NO
2，属于一种可溶性孕酮衍生物，也是EIDD-1723的主要活性代謝產物。